# حاتي عا
حاتي عا، كان هذا اللقب من بين الرتب المصرية القديمة التي تطلق على الأمراء المحليين ورؤساء البلديات أو المحافظين. لا توجد ترجمة دقيقة لهذا اللقب، وكثيرًا ما أُهملت ترجمته في الكتابات العلمية وينطق كما هو، وفي تدرج الالقاب يظهر حاتى عا غالبًا بين لقبي الأمير الوراثي وحامل الخاتم، ومن ثم فهو علامة على المكانة العالية للغاية في ترتيب المسؤولين في مصر القديمة، كعمدة أو محافظ كان اللقب يكتب منفرداً غالباً أمام الاسم في النقوش الجدارية، ولكن أيضًا في كثيرٍ من الأحيان إلى جوار لقب المشرف على الكهنة أو المشرف على بيت الإله، مشيرًا إلى أن الحكام المحليين كانوا أيضًا رؤساءًا للشؤون الدينية المحلية في مناطقهم.

## هوامش
1. ↑  Gardiner, Alan Henderson (1957). Egyptian Grammar; Being an Introduction to the Study of Hieroglyphs (3rd ed.). Oxford: Griffith Institute, Ashmolean Museum. p. 51. ISBN 0 900416 351.
2. ↑  S. Quirke: Titles and bureaux of Egypt 1850-1700 BC, London 2004, ISBN 0-9547218-0-2, 111-112